# Paul Hackett
Paul Hackett (ur. 1941 w Peszawarze) – brydżysta reprezentujący Anglię oraz Wielką Brytanię, World Master w kategorii Open oraz Seniors Grand Master (WBF) a także European Grand Master (EBL).
Ma żonę Olivię oraz dwóch synów (bliźniaków), Jasona oraz Justina, którzy również należą do czołówki angielskich brydżystów.
Paul Hackett jest profesjonalnym brydżystą. Jest autorem wielu książek na temat brydża.

## Wyniki brydżowe

### Olimpiady
Na olimpiadach uzyskał następujące rezultaty:
| Olimpiady brydżowe. Zawody teamów | Olimpiady brydżowe. Zawody teamów | Olimpiady brydżowe. Zawody teamów | Olimpiady brydżowe. Zawody teamów | Olimpiady brydżowe. Zawody teamów | Olimpiady brydżowe. Zawody teamów |
| Rok                               | Miejsce                           | Zawody                            | Kategoria                         | Drużyna                           | Pozycja                           |
| --------------------------------- | --------------------------------- | --------------------------------- | --------------------------------- | --------------------------------- | --------------------------------- |
| 2012                              | Lille                             | 2. Olimpiada Sportów Umysłowych   | Seniorzy                          | England                           | 9                                 |
| 2000                              | Maastricht                        | 11. Olimpiada Brydżowa            | Miksty                            | Hackett                           | 5                                 |
| 1996                              | Rodos                             | 10 Olimpiada Teamów               | Open                              | Great Britain                     | 11                                |

### Zawody światowe
W światowych zawodach zdobył następujące lokaty:
| Mistrzostwa Świata. Konkurencja teamów | Mistrzostwa Świata. Konkurencja teamów | Mistrzostwa Świata. Konkurencja teamów               | Mistrzostwa Świata. Konkurencja teamów | Mistrzostwa Świata. Konkurencja teamów | Mistrzostwa Świata. Konkurencja teamów |
| Rok                                    | Miejsce                                | Zawody                                               | Kategoria                              | Drużyna                                | Pozycja                                |
| -------------------------------------- | -------------------------------------- | ---------------------------------------------------- | -------------------------------------- | -------------------------------------- | -------------------------------------- |
| 2014                                   | Sanya                                  | 14. Seria Mistrzostw Świata                          | Seniorzy                               | Hacket                                 | 3                                      |
| 2010                                   | Filadelfia                             | 13 Seria Mistrzostw Świata                           | Seniorzy                               | Hackett                                | 1                                      |
| 2009                                   | São Paulo                              | 39 Mistrzostwa Świata Teamów                         | Seniorzy                               | England                                | 1                                      |
| 2007                                   | Szanghaj                               | 38 Mistrzostwa Świata Teamów                         | Trans                                  | Mahaffey                               | 18                                     |
| 2006                                   | Werona                                 | 12 Mistrzostwa Świata                                | Open                                   | Hackett                                | 65                                     |
| 2005                                   | Estoril                                | 37 Mistrzostwa Świata Teamów                         | Trans                                  | Hackett                                | 36                                     |
| 2004                                   | Stambuł                                | 3 Transnarodowe Mistrzostwa Świata Teamów Mikstowych | Miksty                                 | Hackett                                | 63                                     |
| 2003                                   | Monte Carlo                            | 36 Mistrzostwa Świata Teamów                         | Trans                                  | Waterlow                               | 27                                     |
| 2002                                   | Montreal                               | 11 Mistrzostwa Świata                                | Open                                   | Hackett                                | 33                                     |
| 2000                                   | Southampton                            | 34 Mistrzostwa Świata Teamów                         | Trans                                  | Hackett                                | 4                                      |
| 1998                                   | Lille                                  | 10 Mistrzostwa Świata                                | Open                                   | Hackett                                | 5                                      |
| 1997                                   | Hammamet                               | 33 Mistrzostwa Świata Teamów                         | Trans                                  | Hackett                                | 23                                     |
| 1996                                   | Rodos                                  | 1 Mistrzostwa Świata Teamów Mikstowych               | Miksty                                 | Harris                                 | 78                                     |
| 1994                                   | Albuquerque                            | 9 Mistrzostwa Świata                                 | Open                                   | Gordon                                 | 33                                     |
| 1982                                   | Biarritz                               | 6 Mistrzostwa Świata                                 | Open                                   | Collings                               | 43                                     |
| 1981                                   | Nowy Jork                              | 25 Mistrzostwa Świata Teamów                         | Open                                   | Great Britain                          | 5                                      |

| Mistrzostwa Świata. Konkurencja par | Mistrzostwa Świata. Konkurencja par | Mistrzostwa Świata. Konkurencja par | Mistrzostwa Świata. Konkurencja par | Mistrzostwa Świata. Konkurencja par | Mistrzostwa Świata. Konkurencja par |
| Rok                                 | Miejsce                             | Zawody                              | Kategoria                           | Partner                             | Pozycja                             |
| ----------------------------------- | ----------------------------------- | ----------------------------------- | ----------------------------------- | ----------------------------------- | ----------------------------------- |
| 2010                                | Filadelfia                          | 13 Mistrzostwa Świata               | Seniorzy                            | William Whyte                       | 38                                  |
| 2006                                | Werona                              | 12 Mistrzostwa Świata               | Seniorzy                            | Tony Waterlow                       | 11                                  |
| 2006                                | Werona                              | 12 Mistrzostwa Świata               | Open                                | Tony Waterlow                       | 203                                 |
| 2002                                | Montreal                            | 11 Mistrzostwa Świata               | Open                                | Tony Waterlow                       | 75                                  |
| 2002                                | Montreal                            | 11 Mistrzostwa Świata               | Miksty                              | Kitty Teltscher                     | 232                                 |

### Zawody europejskie
W europejskich zawodach zdobył następujące lokaty:
| Zawody europejskie. Konkurencja teamów | Zawody europejskie. Konkurencja teamów | Zawody europejskie. Konkurencja teamów | Zawody europejskie. Konkurencja teamów | Zawody europejskie. Konkurencja teamów | Zawody europejskie. Konkurencja teamów |
| Rok                                    | Miejsce                                | Zawody                                 | Kategoria                              | Drużyna                                | Pozycja                                |
| -------------------------------------- | -------------------------------------- | -------------------------------------- | -------------------------------------- | -------------------------------------- | -------------------------------------- |
| 2012                                   | Dublin                                 | 51. Mistrzostwa Europy Teamów          | Seniorzy                               | England                                | 10                                     |
| 2010                                   | Ostenda                                | 50 Mistrzostwa Europy Teamów           | Seniorzy                               | England                                | 14                                     |
| 2009                                   | San Remo                               | 4 Otwarte Mistrzostwa Europy           | Seniorzy                               | Harper                                 | 24                                     |
| 2008                                   | Pau                                    | 49 Mistrzostwa Europy Teamów           | Open                                   | England                                | 12                                     |
| 2007                                   | Antalya                                | 3 Otwarte Mistrzostwa Europy           | Miksty                                 | Alexander                              | 67                                     |
| 2007                                   | Antalya                                | 3 Otwarte Mistrzostwa Europy           | Seniorzy                               | Harper                                 | 15                                     |
| 2005                                   | Teneryfa                               | 2 Otwarte Mistrzostwa Europy           | Miksty                                 | Harper                                 | 66                                     |
| 2005                                   | Teneryfa                               | 2 Otwarte Mistrzostwa Europy           | Open                                   | Armstrong                              | 17                                     |
| 2004                                   | Malmö                                  | 47 Mistrzostwa Europy Teamów           | Seniorzy                               | England                                | 8                                      |
| 2003                                   | Mentona                                | 1 Otwarte Mistrzostwa Europy           | Open                                   | De Botton                              | 86                                     |
| 2003                                   | Mentona                                | 1 Otwarte Mistrzostwa Europy           | Miksty                                 | De Botton                              | 86                                     |
| 2002                                   | Salsomaggiore                          | 46 Mistrzostwa Europy Teamów           | Open                                   | England                                | 8                                      |
| 2002                                   | Ostenda                                | 7 Mistrzostwa Europy Mikstów           | Miksty                                 | Mavromichalis                          | 13                                     |
| 2001                                   | Teneryfa                               | 45 Mistrzostwa Europy Teamów           | Open                                   | England 1                              | 8                                      |
| 1999                                   | Malta                                  | 44 Mistrzostwa Europy Teamów           | Seniorzy                               | Great Britain 2                        | 17                                     |
| 1998                                   | Akwizgran                              | 5 Mistrzostwa Europy Mikstów           | Miksty                                 | Smith                                  | 47                                     |
| 1997                                   | Montecatini                            | 43 Mistrzostwa Europy Teamów           | Open                                   | Great Britain                          | 9                                      |
| 1992                                   | Ostenda                                | 2 Mistrzostwa Europy Mikstów           | Miksty                                 | Fenton                                 | 56                                     |
| 1981                                   | Birmingham                             | 35 Mistrzostwa Europy Teamów           | Open                                   | Great Britain                          | 2                                      |

| Zawody europejskie. Konkurencja par | Zawody europejskie. Konkurencja par | Zawody europejskie. Konkurencja par | Zawody europejskie. Konkurencja par | Zawody europejskie. Konkurencja par | Zawody europejskie. Konkurencja par |
| Rok                                 | Miejsce                             | Zawody                              | Kategoria                           | Partner                             | Pozycja                             |
| ----------------------------------- | ----------------------------------- | ----------------------------------- | ----------------------------------- | ----------------------------------- | ----------------------------------- |
| 2013                                | Ostenda                             | 6. Otwarte Mistrzostwa Europy       | Seniorzy                            | John Holland                        | 15                                  |
| 2009                                | San Remo                            | 4 Otwarte Mistrzostwa Europy        | Seniorzy                            | Ross Harper                         | 51                                  |
| 2007                                | Antalya                             | 3 Otwarte Mistrzostwa Europy        | Seniorzy                            | Ross Harper                         | 24                                  |
| 2005                                | Teneryfa                            | 2 Otwarte Mistrzostwa Europy        | Seniorzy                            | Ross Harper                         | 42                                  |
| 2003                                | Mentona                             | 1 Otwarte Mistrzostwa Europy        | Open                                | Janet de Botton                     | 151                                 |
| 2003                                | Mentona                             | 1 Otwarte Mistrzostwa Europy        | Mikst                               | Janet de Botton                     | 117                                 |
| 2003                                | Mentona                             | 1 Otwarte Mistrzostwa Europy        | Open                                | Tony Waterlow                       | 55                                  |
| 2002                                | Ostenda                             | 7 Mistrzostwa Europy Mikstów        | Mikst                               | Bénédicte Cronier                   | 158                                 |
| 1998                                | Akwizgran                           | 5 Mistrzostwa Europy Mikstów        | Mikst                               | Elizabeth McGowan                   | 372                                 |
| 1998                                | Akwizgran                           | 5 Mistrzostwa Europy Mikstów        | Mikst                               | Brigitte Mavromichalis              | 228                                 |
| 1995                                | Rzym                                | 8 Mistrzostwa Europy Par            | Open                                | Tony Waterlow                       | 2                                   |
| 1994                                | Barcelona                           | 3 Mistrzostwa Europy Mikstów        | Miksty                              | Judi Lawson                         | 135                                 |
| 1993                                | Bielefeld                           | 7 Mistrzostwa Europy Par            | Open                                | Tony Waterlow                       | 199                                 |
| 1992                                | Ostenda                             | 2 Mistrzostwa Europy Mikstów        | Mikst                               | Fenton                              | 88                                  |
| 1987                                | Paryż                               | 4 Mistrzostwa Europy Par            | Open                                | Anthony Sowter                      | 113                                 |

## Klasyfikacja
- Paul Hackett – klasyfikacja WBF (ang.)
- Paul Hackett – klasyfikacja EBL (ang.)